# چستر (مینه‌سوتا)
چستر (به انگلیسی: Chester) یک منطقهٔ مسکونی در ایالات متحده آمریکا است که در شهرستان اولمستد، مینه‌سوتا واقع شده‌است. چستر ۳۴۶٫۸۷ متر بالاتر از سطح دریا واقع شده‌است.